# Albert Capaul
Pour les articles homonymes, voir Capaul.
Charles Albert Roch Capaul dit Collenberg, connu comme Albert Capaul, est un peintre aquarelliste français né le 30 mai 1827 et mort à Paris 14e le 16 février 1904.
Il est l'auteur de nombreuses vues des villes et de villages, notamment d'Île-de-France.

## Biographie

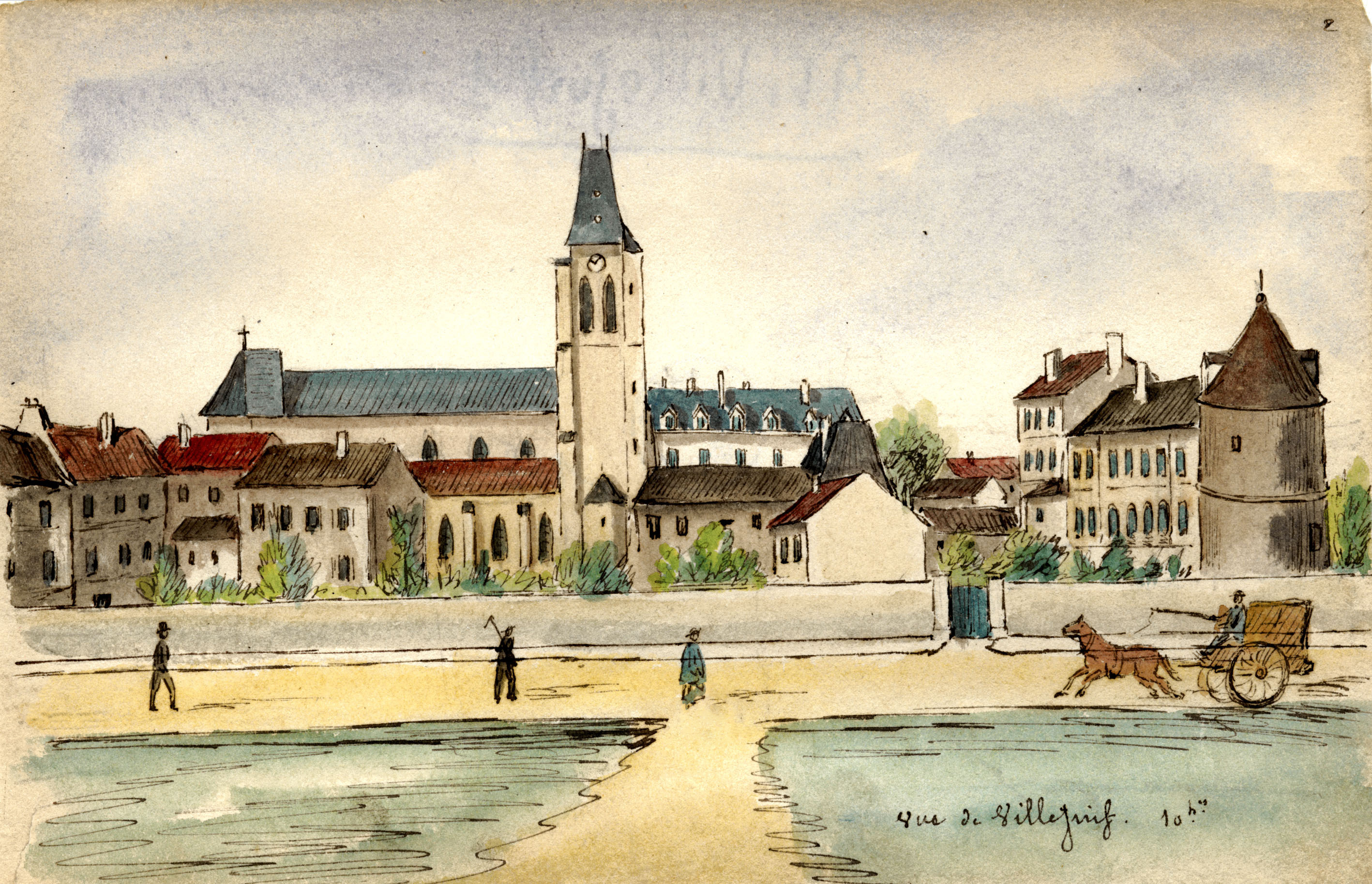
Vue de Villjuif vers 1880. Archives départementales du Val-de-Marne

Son père est originaire des Grisons et employé à la Monnaie de Paris, où naît Albert. Ce dernier y fait lui-même toute sa carrière, de 1845 à 1898, comme employé au service du laboratoire des essais, puis commis gardien du musée (1849-1858), et enfin aide-essayeur ,.
Ses aquarelles, de format 10 x 15 cm environ, sont conservées dans des calepins et réalisées au hasard de ses promenades. On en connaît plus de 900 dont 609 en collections publiques (Archives départementales) :
- 151 dans les Ardennes [5].
- 24 en Seine-Saint-Denis
- 43 dans les Hauts-de-Seine
- 142 dans le Val-de-Marne où il possédait une maison
- 62 dans les Yvelines
- 75 dans le Val-d’Oise
- 112 dans l'Essonne

Il s'agit d'œuvres naïves, à l'intérêt artistique limité, mais qui constituent des documents iconographiques intéressants sur les communes en question.